# Phytomyza cornuta
Phytomyza cornuta är en tvåvingeart som beskrevs av Friedrich Georg Hendel 1935. Phytomyza cornuta ingår i släktet Phytomyza och familjen minerarflugor.
Artens utbredningsområde är Estland. Inga underarter finns listade i Catalogue of Life.